# 65.ª División (Ejército Popular de la República)
La 65.ª División fue una unidad del Ejército Popular de la República que existió durante la guerra civil española, creada sobre la base de las brigadas mixtas. Llegó a estar desplegada en los frentes de Madrid y Levante.

## Historial
La unidad fue creada a finales del verano de 1937, en el frente del Centro. La 65.ª División, compuesta por las brigadas mixtas 36.ª y 42.ª, quedó bajo el mando del mayor de milicias Inocencio Fernández López. Durante los siguientes meses permaneció en el frente de Madrid sin tomar parte en operaciones militares de relevancia.
En mayo de 1938 la unidad fue enviada como refuerzo al frente de Levante, donde el bando franquista había lanzado una ofensiva que pretendía conquistar Valencia. Iba al mando del mayor de milicias Antolín Serrano García. Quedó adscrita al XIII Cuerpo de Ejército y participó en la defensa del Puerto de Escandón. Posteriormente fue integrada en el XVII Cuerpo de Ejército, junto a las divisiones 40.ª y 25.ª. Al final de los combates regresó al frente del Centro, quedando adscrita a la reserva general del GERC. En enero de 1939 participó en una fallida ofensiva en el frente de Madrid que trataba de apoyar la ofensiva republicana en Extremadura. Unos meses después, durante el golpe de Casado, la 65.ª División —y en particular su 112.ª Brigada Mixta— tuvo un importante papel en los primeros momentos de la sublevación, ocupando los altos de Chamartín, Castellana, la calle Arenal, la Puerta del Sol, la Plaza Mayor o los Nuevos Ministerios —donde estableció su cuartel general—.

## Mandos
Comandantes
- mayor de milicias Inocencio Fernández López;
- mayor de milicias Antolín Serrano García;[11]
- mayor de milicias Valentín Gutiérrez de Miguel;[12]

Comisarios
- Julio Cano Gutiérrez, del PCE;[13]

## Orden de batalla
| Fecha                 | Cuerpo de Ejército adscrito | Brigadas mixtas integradas | Frente de batalla |
| Diciembre de 1937     | II Cuerpo de Ejército       | 36.ª y 42.ª                | Centro            |
| Abril de 1938         | II Cuerpo de Ejército       | 36.ª, 42.ª y 75.ª          | Centro            |
| Junio-julio de 1938   | XIII Cuerpo de Ejército     | 43.ª y 61.ª                | Levante           |
| Febrero-marzo de 1939 | Reserva del GERC            | 18.ª, 112.ª y 200.ª        | Levante           |